# Sounds from the Thievery Hi-Fi
Sounds from the Thievery Hi-Fi – debiutancki album Thievery Corporation, nagrany i wydany w 1996 roku przez własną wytwórnię muzyczną, Eighteenth Street Lounge Music, najpierw w Niemczech (jako podwójny LP), a następnie 7 czerwca 1997 roku w Stanach Zjednoczonych (jako CD), jednak z innym zestawem utworów. W latach późniejszych był wznawiany w różnych wersjach.
Album jest uważany za klasykę ery downtempo/trip hopu, pośród dzieł takich zespołów jak Massive Attack i Portishead.

## Album

### Historia albumu
Rob Garza i Eric Hilton spotkali się w 1995 roku w klubie muzycznym Eighteenth Street Lounge w Waszyngtonie. Postanowili wówczas założyć zespół, któremu dali nazwę Thievery Corporation. Zespół zadebiutował w 1996 roku albumem Sounds from the Thievery Hi-Fi, zadedykowanym jednemu z mistrzów bossa novy, Antôniowi Carlosowi Jobimowi. Wszystkie utwory skomponowali Rob Garza i Eric Hilton. Album wydany został w Niemczech jako podwójny longplay, natomiast w ojczyźnie zespołu jako CD. Obie wersje zawierały po 13 utworów. 
Na wznowieniu, wydanym 22 czerwca 1998 roku przez 4AD, znalazło się 14 utworów (niektóre w nowych wersjach). Po raz pierwszy podano nazwiska wykonawców partii wokalnych: Pameli Bricker („Incident At Gate 7”) i Bebel Gilberto („Scene At The Open Air Market”).
W 1999 roku Eighteenth Street Lounge Music wydała wersję z 16 utworami.
Na wznowieniu z 2014 roku (podwójny LP) znalazło się 17 utworów.

### Muzyka
Od strony muzycznej album Sounds from the Thievery Hi-Fi jest, podobnie jak większość muzyki Thievery Corporation, mieszanką różnych gatunków, takich jak: trip hop, acid jazz czy elektroniczna muzyka taneczna. Garza i Hilton zrealizowali utwory nakładając na podkład muzyki syntezatorowej brzmienie rzeczywistych instrumentów lub sampli, zmiksowanych w studio. Przykładem jest tu utwór „Scene at the Open Air Market”, zawierający dźwięki ksylofonu, a w dalszej partii być może akordeonu, tworzących razem brzmienie easy listening, rumby i wschodnioeuropejskiej muzyki ludowej. „2001 Spliff Odyssey” z kolei zawiera sample wokalne w stylu reggae, nałożone na łagodną, rytmiczną melodię. Ten ostatni utwór ukazał się w styczniu 1996 roku na singlu, zwiastującym wydanie albumu. Z kolei „One”, „Transcendence” i „Incident At Gate 7” Mike Watson z Ambient Music Guide określił jako utwory hip-hopowe, zrealizowane z bardzo powściągliwym użyciem takich elementów, jak: smyczki, subtelnie brzmiące syntezatory, flet, tambura i niewyraźny wokal. Natomiast utwory „Interludium” i „Oscylator” porównał do produkcji duetu Kruder & Dorfmeister. Ryan Schreiber w swojej recenzji na łamach Pitchfork porównał muzykę albumu do elektronicznych rytmów w wykonaniu Air i Neotropic.

### Lista utworów

#### 2LP (1996)
Lista według Discogs:
Side A:
| 1. | A Warning           | 2:53  |
|    |                     |       |
| 2. | 2001 Spliff Odyssey | 7:45  |
|    |                     |       |
| 3. | Shaolin Satellite   | 7:43  |
|    |                     |       |
|    |                     | 18:21 |
|    |                     |       |
Side B:
| 1. | Vivid              | 4:23  |
|    |                    |       |
| 2. | Universal Highness | 5:48  |
|    |                    |       |
| 3. | Mañha              | 3:49  |
|    |                    |       |
|    |                    | 14:00 |
|    |                    |       |
Side C:
| 1. | The Glass Bead Game | 6:15  |
|    |                     |       |
| 2. | The Foundation      | 5:40  |
|    |                     |       |
| 3. | Interlude           | 2:25  |
|    |                     |       |
| 4. | The Oscillator      | 4:15  |
|    |                     |       |
|    |                     | 18:35 |
|    |                     |       |
Side D:
| 1. | So Vast As the Sky         | 6:26  |
|    |                            |       |
| 2. | .38.45 (A Thievery Number) | 5:11  |
|    |                            |       |
| 3. | Walking Through Babylon    | 4:27  |
|    |                            |       |
|    |                            | 16:04 |
|    |                            |       |

#### CD (1998, 4AD)
Lista według Discogs:
| Nr  | Tytuł utworu                   | Wokal          | Długość |
| --- | ------------------------------ | -------------- | ------- |
| 1.  | „A Warning (Dub)”              | Hutchy         | 2:21    |
| 2.  | „2001 Spliff Odyssey”          | Bongo Shep     | 7:45    |
| 3.  | „Shaolin Satellite”            |                | 6:26    |
| 4.  | „Vivid”                        |                | 4:22    |
| 5.  | „Universal Highness”           |                | 4:25    |
| 6.  | „Incident At Gate 7”           | Pamela Bricker | 6:27    |
| 7.  | „Scene At The Open Air Market” | Bebel Gilberto | 2:36    |
| 8.  | „The Glass Bead Game”          |                | 6:15    |
| 9.  | „The Foundation”               | Ras Headfull   | 5:39    |
| 10. | „Interlude”                    |                | 2:26    |
| 11. | „The Oscillator”               |                | 4:14    |
| 12. | „So Vast As The Sky”           | Ras Pidow      | 5:02    |
| 13. | „.38.45 (A Thievery Number)”   | See-I          | 5:11    |
| 14. | „Walking Through Babylon”      |                | 4:27    |
|     |                                |                | 1:07:36 |

#### CD (1999)
Lista według Discogs:
| 1.  | A Warning (Dub)              | 2:14    |
|     |                              |         |
| 2.  | 2001 Spliff Odyssey          | 5:06    |
|     |                              |         |
| 3.  | Shaolin Satellite            | 6:23    |
|     |                              |         |
| 4.  | Transcendence                | 4:06    |
|     |                              |         |
| 5.  | Universal Highness           | 4:21    |
|     |                              |         |
| 6.  | Incident At Gate 7           | 6:28    |
|     |                              |         |
| 7.  | Mañha                        | 3:48    |
|     |                              |         |
| 8.  | Scene At The Open Air Market | 2:57    |
|     |                              |         |
| 9.  | The Glass Bead Game          | 6:11    |
|     |                              |         |
| 10. | Encounter In Bahia           | 3:59    |
|     |                              |         |
| 11. | The Foundation               | 5:38    |
|     |                              |         |
| 12. | Interlude                    | 2:22    |
|     |                              |         |
| 13. | The Oscillator               | 4:14    |
|     |                              |         |
| 14. | Assault On Babylon           | 4:25    |
|     |                              |         |
| 15. | .38.45 (A Thievery Number)   | 5:06    |
|     |                              |         |
| 16. | One                          | 4:52    |
|     |                              |         |
|     |                              | 1:12:10 |
|     |                              |         |

#### 2LP (2014)
Lista według Discogs:
Side A:
| 1. | A Warning (Dub)     | 2:17  |
|    |                     |       |
| 2. | 2001 Spliff Odyssey | 5:09  |
|    |                     |       |
| 3. | Shaolin Satellite   | 6:26  |
|    |                     |       |
| 4. | Transcendence       | 4:09  |
|    |                     |       |
|    |                     | 18:01 |
|    |                     |       |
Side B:
| 1. | Universal Highness           | 4:24  |
|    |                              |       |
| 2. | Incident At Gate 7           | 6:31  |
|    |                              |       |
| 3. | Scene At The Open Air Market | 3:00  |
|    |                              |       |
| 4. | The Glass Bead Game          | 6:14  |
|    |                              |       |
|    |                              | 20:09 |
|    |                              |       |
Side C:
| 1. | Encounter In Bahia | 4:02  |
|    |                    |       |
| 2. | The Foundation     | 5:41  |
|    |                    |       |
| 3. | Interlude          | 2:25  |
|    |                    |       |
| 4. | The Oscillator     | 4:17  |
|    |                    |       |
| 5. | Assault On Babylon | 4:28  |
|    |                    |       |
|    |                    | 20:53 |
|    |                    |       |
Side D:
| 1. | .38.45 (A Thievery Number) | 5:09  |
|    |                            |       |
| 2. | One                        | 4:55  |
|    |                            |       |
| 3. | Sun, Moon, And Stars       | 4:33  |
|    |                            |       |
| 4. | Sleeper Car                | 3:07  |
|    |                            |       |
|    |                            | 17:44 |
|    |                            |       |

## Odbiór

### Opinie krytyków
| Oceny łączne              | Oceny łączne |
| Publikacja                | Ocena        |
| ------------------------- | ------------ |
| Album of the Year         | 74/100       |
| Recenzje                  |              |
| Publikacja                | Ocena        |
| AllMusic                  | [ 8 ]        |
| The List                  | [ 13 ]       |
| Pitchfork                 | 7.6/10       |
| Spin                      | 8/10         |
| The Sydney Morning Herald | [ 15 ]       |
| Visions                   | 10/12        |

Cammila Collar z AllMusic podkreśla zróżnicowanie brzmieniowe i stylistyczne albumu zauważając przy tym, że różne wpływy muzyczne są w przypadku niektórych piosenek niezbyt zręcznie połączone, co można uważać – jej zdaniem – za rzeczywistą słabość tej płyty. Jednak „zakładając, że prawie każdy, kto odbiera dźwięki z Thievery Hi-Fi, jest fanem trip-hopu, acid jazzu, muzyki klubowej / tanecznej lub elektroniki, jest to w zasadzie płyta dla każdego” – podsumowuje autorka.
Zdaniem Ryana Schreibera z magazynu Pitchfork Sounds from the Thievery Hi-Fi to „muzyka lounge XXI wieku (…) tworząca pejzaż dźwiękowy równie przyjemny do słuchania, jak stare nagrania Milesa Davisa”. Album jest jednak w opinii autora ciekawszy, niż jakakolwiek muzyka lounge i zarazem dwukrotnie bardziej taneczny.
„Album Sounds from the Thievery Hi-Fi jest poświęcony pamięci brazylijskiej legendy, Antoniowi Carlosowi Jobimowi, co ma sens w przypadku płyty, która kołysze się tak mocno i [zarazem] delikatnie” – twierdzi Jeff Salamon z magazynu Spin.
Zdaniem Andrew Khedooriego z The Sydney Morning Herald „Garza i Hilton cytują dubowego artystę The Mad Professora i Antonio Carlosa Jobima, którzy wywarli na nich największy wpływ”. Album poprzez „przepuszczanie dźwięki bossa novy, lounge i jazzu przez wyrafinowany filtr” jest „jednocześnie łagodny i podstępny”.
„Dwóch muzyków z Waszyngtonu gra pierwszorzędny, odlotowy, sprężysty dub, który sprawdza się także przy delikatnych dźwiękach”.

### Listy tygodniowe
2 listopada 2006 roku album doszedł do 12. miejsca na liście Dance/Electronic Albums tygodnika Billboard.

### Sprzedaż
Według Nielsen SoundScan album został sprzedany w liczbie 33 tysięcy egzemplarzy (sierpień 2002).